# Delia Pratiwi Sitepu

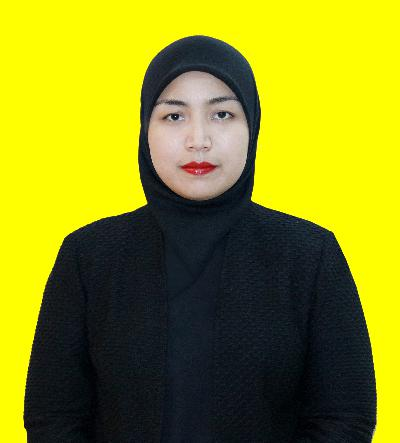
Delia Pratiwi Sitepu (1. Oktober 2019)

Delia Pratiwi Sitepu (* 30. März 1988 in Binjai, Sumatra Utara, Sumatra) ist eine indonesische Politikerin der Partei der funktionalen Gruppen Golkar (Partai Golongan Karya), die seit 2014 Mitglied des Volksvertretungsrates der Republik Indonesien DPR-RI (Dewan Perwakilan Rakyat Republik Indonesia) ist.

## Leben

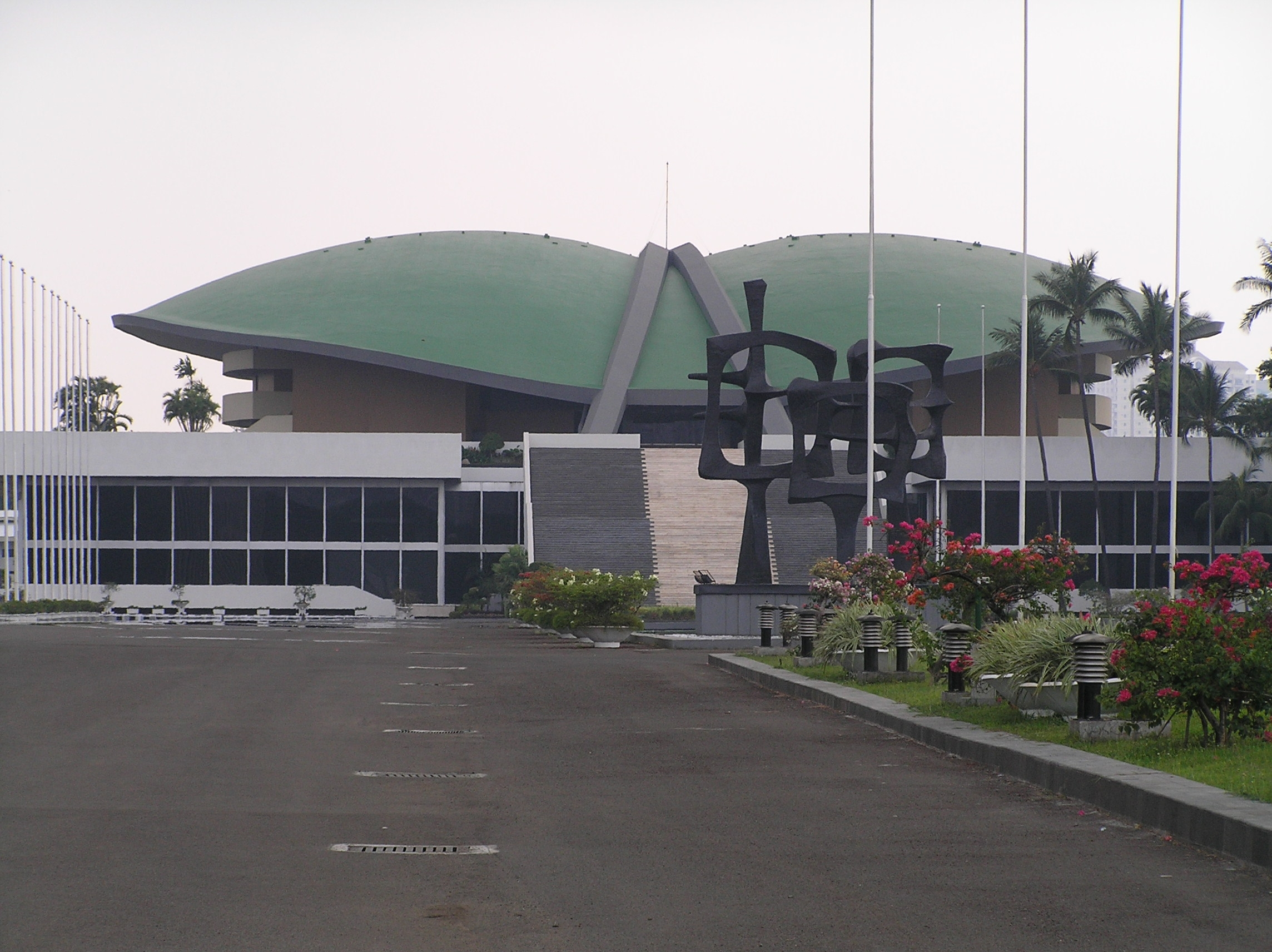
Das Gebäude des Volksvertretungsrates der Republik Indonesien, deren Mitglied sie ist.

Delia Pratiwi Sitepu ist eine Tochter von Ngogesa Sitepu (* 1962), der zwischen 2009 und 2019 Regierungspräsident (Bupati) des Regierungsbezirks (Kabupaten) Langkat war, und dessen Ehefrau Hāddsch Nuraida. Ihr jüngerer Bruder Rizky Yunanda Sitepu (* 1992) war zwischen 2019 und 2021 Mitglied des Regionalen Volksvertretungsrates DPRD (Dewan Perwakilan Rakyat Daerah) der Provinz Sumatra Utara und ist seit 2021 stellvertretender Bürgermeister der Stadt Binjai. Sie selbst besuchte von 1994 bis 2000 die „Ahmad Yani“-Grundschule und zwischen 2000 und 2003 die „Ahmad Yani“-Mittelschule in Binjai sowie von 2003 bis 2006 die „Al-Azhar“-Oberschule in Medan. Im Anschluss begann sie 2006 ein Studium der Rechtswissenschaften an der Universitas Muhammadiyah Sumatera Utara UMSU in Medan, welches sie 2010 mit einem Bachelor of Laws beendete.
Ihr politisches Engagement in der Partei der funktionalen Gruppen GOLKAR begann Delia Pratiwi Sitepu in deren Frauenorganisation KPPG (Kesatuan Perempuan Partai Golkar) und war zwischen 2014 und 2019 Sekretärin der KPPG-Wahlkampfkomitees für den Wahlkreis SUMATERA UTARA I. Bei der Wahl am 9. April 2014 wurde sie selbst im Wahlkreis SUMATERA UTARA I für die GOLKAR erstmals zum Mitglied des Volksvertretungsrates der Republik Indonesien gewählt und bei der Wahl am 17. April 2019 wiedergewählt. Daneben war sie zwischen 2018 und 2019 stellvertretende Generalschatzmeisterin der Agentur für Jugendkommunikation der Indonesischen Moscheejugend (Badan Komunikasi Pemuda Remaja Masjid Indonesia). In der bis 2024 dauernden Legislaturperiode ist sie Mitglied der für Gesundheit und Beschäftigung zuständigen Kommission IX des DPR-RI.
Aus ihrer Ehe mit Reza Dofit Lestari gingen vier Kinder hervor.